# Елдор Шомуродов
Елдор Шомуродов (на узбекски: Eldor Shomurodov) е узбекси футболист, нападател на Истанбул Башакшехир и националния отбор на Узбекистан. 

## Клубна кариера
Роден е на 29 юни 1995 г. в град Джаркурган във футболно семейство. Баща му Азамат е играл в долните дивизии на Узбекистан, а брат му Санджар също е бивш футболист. Чичото на Елдор Илхом Шомородов е футболист на узбекистанския Насаф.
Елдор Шомуродов е юноша на отбора на Машъал, като през 2014 г. дебютира за първия тим. Изиграва 10 мача в първенството, като отборът завършва на 5-о място. В началото на 2015 г. е привлечен в тима на Бунекдор Ташкент. Още през първия си сезон става водещ играч на Бунекдор, като вкарва 7 гола в 24 срещи и помага на Бунекдор да достигне финала за Купата на Узбекистан. В края на годината е сред номинираните за наградата „Млад футболист на годината в Азия“, но призът отива при Достонбек Хамданов. През 2016 г. вкарва 10 попадения в 27 срещи и Бунекдор завърва втори в шампионата.
През лятото на 2017 г. става част от ФК Ростов. Дебютира на 30 юли, като влиза като резерва в мач с Амкар Перм. Първият сезон на Шомуродов в Русия не е много удачен – само 2 гола в 18 двубоя и 11-о място в Премиер лигата. Започналият кариерата си като дясно крило футболист е преквалифициран от Леонид Кучук в атакуващ полузащитник и Шомуродов среща трудности на тази позиция. При Валери Карпин дори играе като десен бек в мача за Купата на Русия срещу Сизран. През пролетта на 2019 г. вкарва голове срещу Спартак Москва и Краснодар, а в началото на сезон 2019/20 печели доверието на Карпин да бъде основен нападател.
През август 2019 г. след удачна голова серия е избран за Футболист на месеца в Премиер лигата. През първия полусезон Шомуродов вкарва 10 гола в 15 срещи и е сред претендентите за голмайсторския приз в първенството.
През есента на 2020 г. преминава във ФК Дженоа.

## Национален отбор
Дебютира за националния отбор на Узбекистан на 3 септември 2015 г. срещу Йемен в квалификация за Мондиал 2018. Впоследствие става един от основните футболисти на представителния тим. В началото на 2019 г. е част от състава за турнира на Купата на Азия. В първия мач от груповата фаза вкарва във вратата на Оман при победата с 2:1. Във втория двубой Узбекистан побеждава Туркменистан с 4:0, като Шомуродов вкарва 2 гола. Нападателят се разписва и при загубата от Япония с 2:1, а тимът отпада на 1/8-финалите от състава на Австралия.

## Награди
- Футболист на месеца в РПЛ – август 2019